# جوز أيلنطي الأوراق
جوز أيلنطي الأوراق (الاسم العلمي:Juglans ailanthifolia) هو نوع من النباتات يتبع جنس الجوز من الفصيلة الجوزية.